# مکسین کومین
مکسین کومین (انگلیسی: Maxine Kumin; ۶ ژوئن ۱۹۲۵ – ۶ فوریهٔ ۲۰۱۴) شاعر، مؤلف اهل ایالات متحده آمریکا بود. او در سال‌های ۱۹۸۱ تا ۱۹۸۲ ملک‌الشعرای مشاور کتابخانه کنگره در امر شعر بود. کومین در سال ۱۹۷۳ برنده جایزه پولیتزر برای شعر شد.